# ياكاميسي
ياكاميسي، أو لا-كا-مي-سي، كان الملكالأشوري الثاني والعشرون وفقا لقائمة ملوك آشور الذي ذكر فيها أنه السادس من أصل عشرة في القسم الخاص بالملوك المعروفين الأب'" والذي سمي بقائمة ملوك الأسلاف. وكثيرا ما تم تفسيره على أنها قائمة أسلاف الملك الأموريشمشي أدد الأول الذي غزا مدينة آشور. وتذكر قائمة الملوك أنه ابن وخليفة الملك إيلو مير. وأنه والد ياكا ميني الذي خلفه في الحكم.